# Dubowyky
Dubowyky (ukrainisch Дубовики; russisch Дубовики Dubowiki) ist ein Dorf im Osten der ukrainischen Oblast Dnipropetrowsk mit etwa 422 Einwohnern.

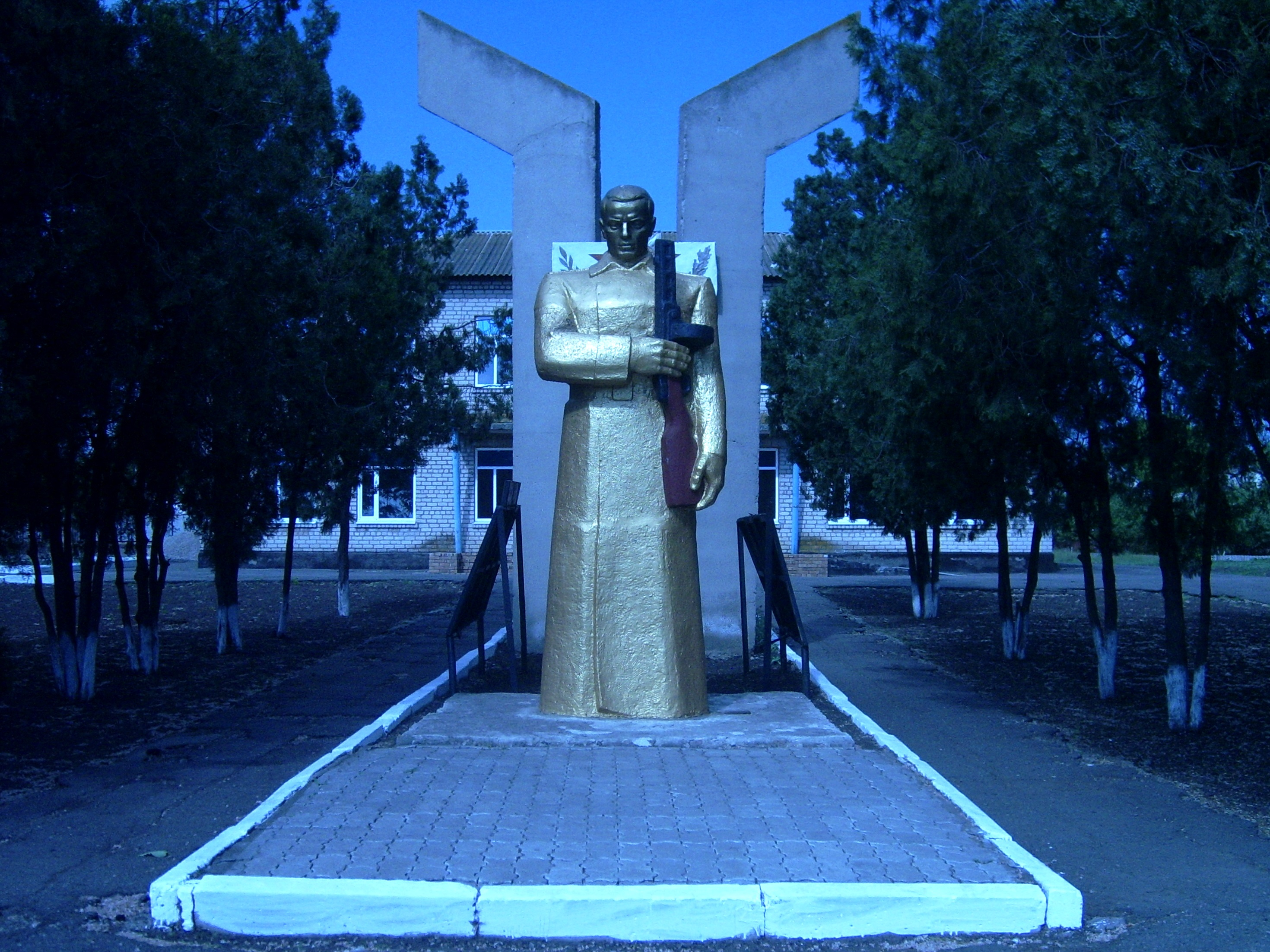
Denkmal im Ort

Das Dorf entstand im 19. Jahrhundert und liegt am Fluss Sucha Tschaplyna (Суха Чаплина), 52 Kilometer östlich der Rajonshauptstadt Synelnykowe und 97 Kilometer östlich der Oblasthauptstadt Dnipro, das ehemalige Rajonszentrum Wassylkiwka befindet sich 28 Kilometer südwestlich.

## Verwaltungsgliederung
Am 5. Juni 2020 wurde das Dorf zum Zentrum der Landgemeinde Dubowyky (Дубовиківська сільська громада/Dubowykiwska silska hromada), am 7. August 2020 folgte dann auch die offizielle Umbenennung der Landgemeinde. Bis dahin war das Zentrum das weiter östlich liegende Dorf Mykolajiwka, es bestand bereits seit dem 11. April 2017 die Landgemeinde Mykolajiwka (Миколаївська сільська громада/Mykolajiwska silska hromada). Zu dieser zählten auch die 17 in der untenstehenden Tabelle aufgelisteten Dörfer, bis dahin bildete es zusammen mit den Dörfern Artemiwka, Datschne, Dubowyky, Medytschne und Selena Roschtscha die gleichnamige Landratsgemeinde Mykolajiwka (Миколаївська сільська рада/Mykolajiwska silska rada) im Osten des Rajons Wassylkiwka.
Am 12. Juni 2020 kamen noch die Siedlung städtischen Typs Tschaplyne sowie die 8 Dörfer Chutoro-Tschaplyne, Kassajewe, Krasnoschtschokowe, Petrykowe, Riwne, Schewtschenkowe, Schurawlynka und Swyrydowe zum Gemeindegebiet.
Am 17. Juli 2020 kam es im Zuge einer großen Rajonsreform zum Anschluss des Rajonsgebietes an den Rajon Synelnykowe.
Folgende Orte sind neben dem Hauptort Dubowyky Teil der Gemeinde:
| Name                     | Name           | Name                                |
| ukrainisch transkribiert | ukrainisch     | russisch                            |
| ------------------------ | -------------- | ----------------------------------- |
| Artemiwka                | Артемівка      | Артёмовка (Artjomowka)              |
| Browky                   | Бровки         | Бровки (Browki)                     |
| Chwyli                   | Хвилі          | Хвыли (Chwyli)                      |
| Chutoro-Tschaplyne       | Хуторо-Чаплине | Хуторо-Чаплино (Chutoro-Tschaplino) |
| Datschne                 | Дачне          | Дачное (Datschnoje)                 |
| Dobrowillja              | Добровілля     | Доброволье (Dobrowolje)             |
| Dowhe                    | Довге          | Долгое (Dolgoje)                    |
| Hryschaji                | Гришаї         | Гришаи (Grischai)                   |
| Kassajewe                | Касаєве        | Касаево (Kassajewo)                 |
| Kopani                   | Копані         | Копани                              |
| Krasnoschtschokowe       | Краснощокове   | Краснощёково (Krasnoschtschokowo)   |
| Krutenke                 | Крутеньке      | Крутенькое (Krutenkoje)             |
| Lyssa Balka              | Лиса Балка     | Лысая Балка (Lyssaja Balka)         |
| Medytschne               | Медичне        | Медичное (Meditschnoje)             |
| Mykolajiwka              | Миколаївка     | Николаевка (Nikolajewka)            |
| Nowoandrijiwka           | Новоандріївка  | Новоандреевка (Nowoandrejewka)      |
| Otscheretuwate           | Очеретувате    | Очеретоватое (Otscheretowatoje)     |
| Petrykowe                | Петрикове      | Петриково (Petrikowo)               |
| Riwne                    | Рівне          | Ровное (Rownoje)                    |
| Schewtschenkowe          | Шевченкове     | Шевченково (Schewtschenkowo)        |
| Schurawlynka             | Журавлинка     | Журавлинка (Schurawlinka)           |
| Selena Roschtscha        | Зелена Роща    | Зелёная Роща (Seljonaja Roschtscha) |
| Selenyj Haj              | Зелений Гай    | Зелёный Гай (Seljony Gai)           |
| Swyrydowe                | Свиридове      | Свиридово (Swiridowo)               |
| Taranowe                 | Таранове       | Тараново (Taranowo)                 |
| Tschaplyne               | Чаплине        | Чаплино (Tschaplino)                |